# Noe Itō
Noe Itō (jap. 伊藤 野枝 Itō Noe; ur. 21 stycznia 1895 w Fukuoce w Japonii, zm. 16 września 1923 w Tokio) – japońska publicystka, eseistka, anarchistka, krytyczka społeczna i feministka aktywna w epokach Meiji oraz Taishō.

## Życiorys
Itō urodziła się w rodzinie ziemiańskiej w 1895 roku, na południu wyspy Kiusiu. Po ukończeniu żeńskiej szkoły średniej, została zmuszona do zawarcia wbrew własnej woli zaaranżowanego małżeństwa w swojej rodzinnej wsi. Niedługo po ślubie uciekła do Tokio.
W latach 1915–1916 Itō była redaktorką magazynu Seitō wydawanego przez stowarzyszenie fotograficzne Seitōsha. Tłumaczyła artykuły Emmy Goldman na temat sytuacji kobiet. Itō wyszła za mąż za pisarza Juna Tsujiego (1884–1944), który był jej nauczycielem w 1912 roku. Odeszła od niego w 1916 roku w wyniku romansu z anarchistą Sakae Ōsugim. Zarówno Itō jak i jej partner Ōsugi byli zwolennikami koncepcji wolnej miłości.
Została zamordowana przez funkcjonariuszy Kempeitai pod pretekstem przywracania porządku po wielkim trzęsieniu ziemi.